# Zbyněk Novotný
Zbyněk Novotný (ur. 21 maja 1949 w Pradze) – czechosłowacki żużlowiec.

## Życiorys
Złoty medalista młodzieżowych indywidualnych mistrzostw Czechosłowacji (1970). Czterokrotny finalista indywidualnych mistrzostw Czechosłowacji (1970 – XIV miejsce, 1971 – XIV miejsce, 1972 – XVI miejsce, 1973 – XX miejsce). Dwukrotny reprezentant Czechosłowacji w eliminacjach indywidualnych mistrzostw świata (1971, 1972).